# 象の鼻星雲
IC 1396Aは、太陽系からケフェウス座の方向約3,000 光年の距離にある散開星団と巨大なHII領域の複合体IC 1396の内部にある暗黒星雲（星間分子雲）。可視光波長ではその形状がゾウの頭と長い鼻のように見えることから、象の鼻星雲(英: Elephant's Trunk Nebula) という通称でも知られる。
IC 1396Aの明るく見える縁の部分は、IC 1396内部にある大質量星HD 206267からの紫外線によって励起・電離されることで輝いている。ゾウの鼻のように伸びる部分はHD 206267からの強力な恒星風によって形成されており、その長さは約20 光年にも達すると見られている。

## ギャラリー

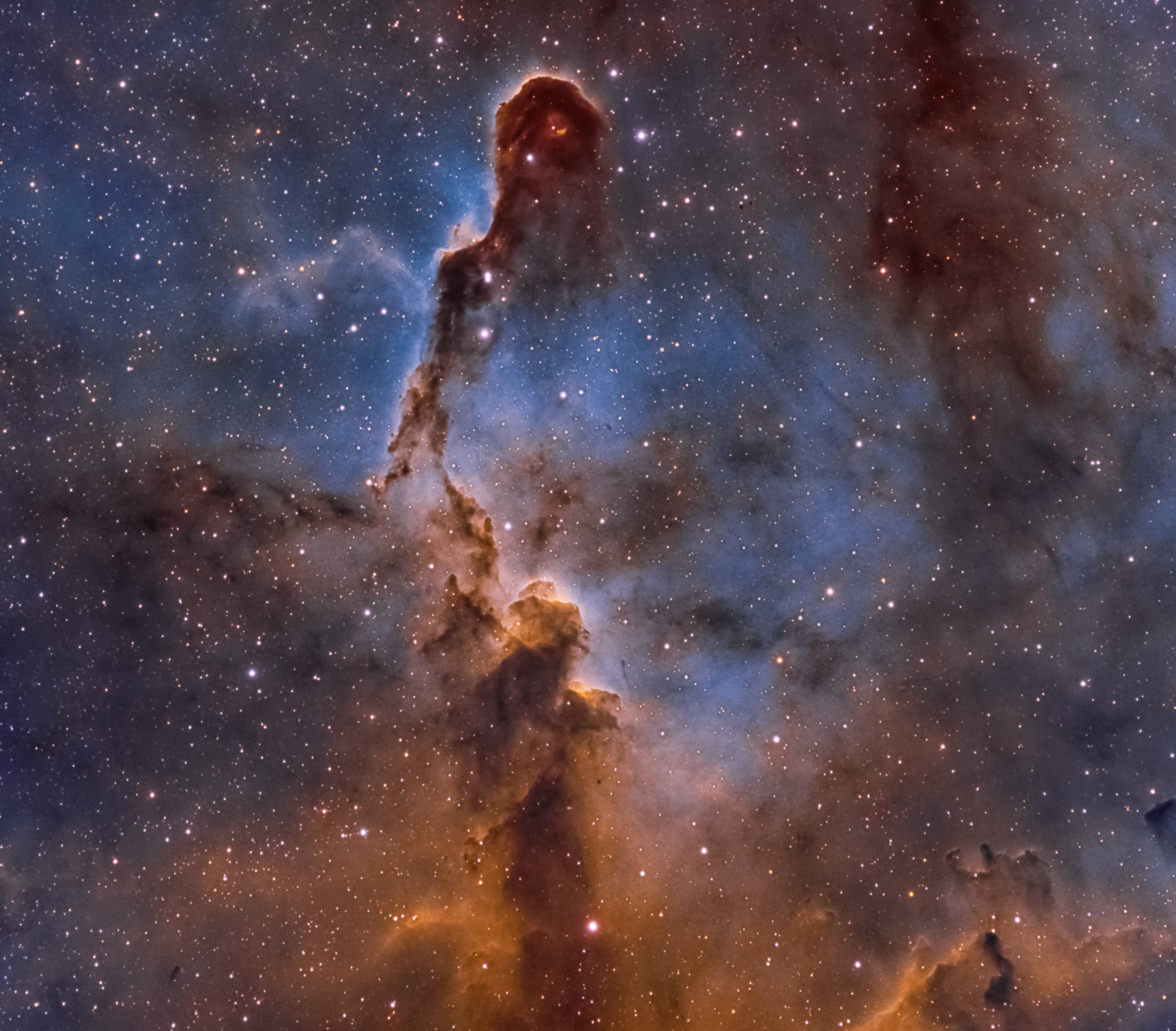
Captured in classic Hubble Palette (Ha/OIII/SII)  using a 127mm refractor telescope
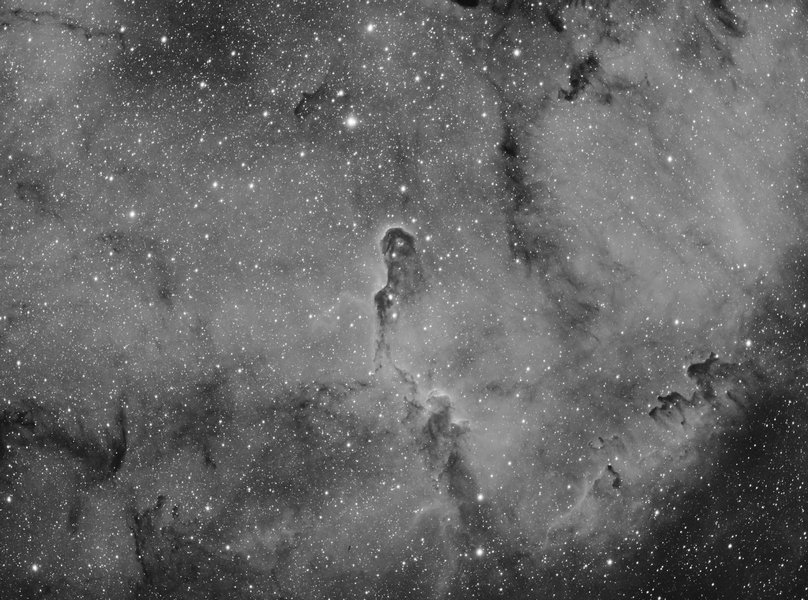
Captured in hydrogen alpha using a 102mm telescope
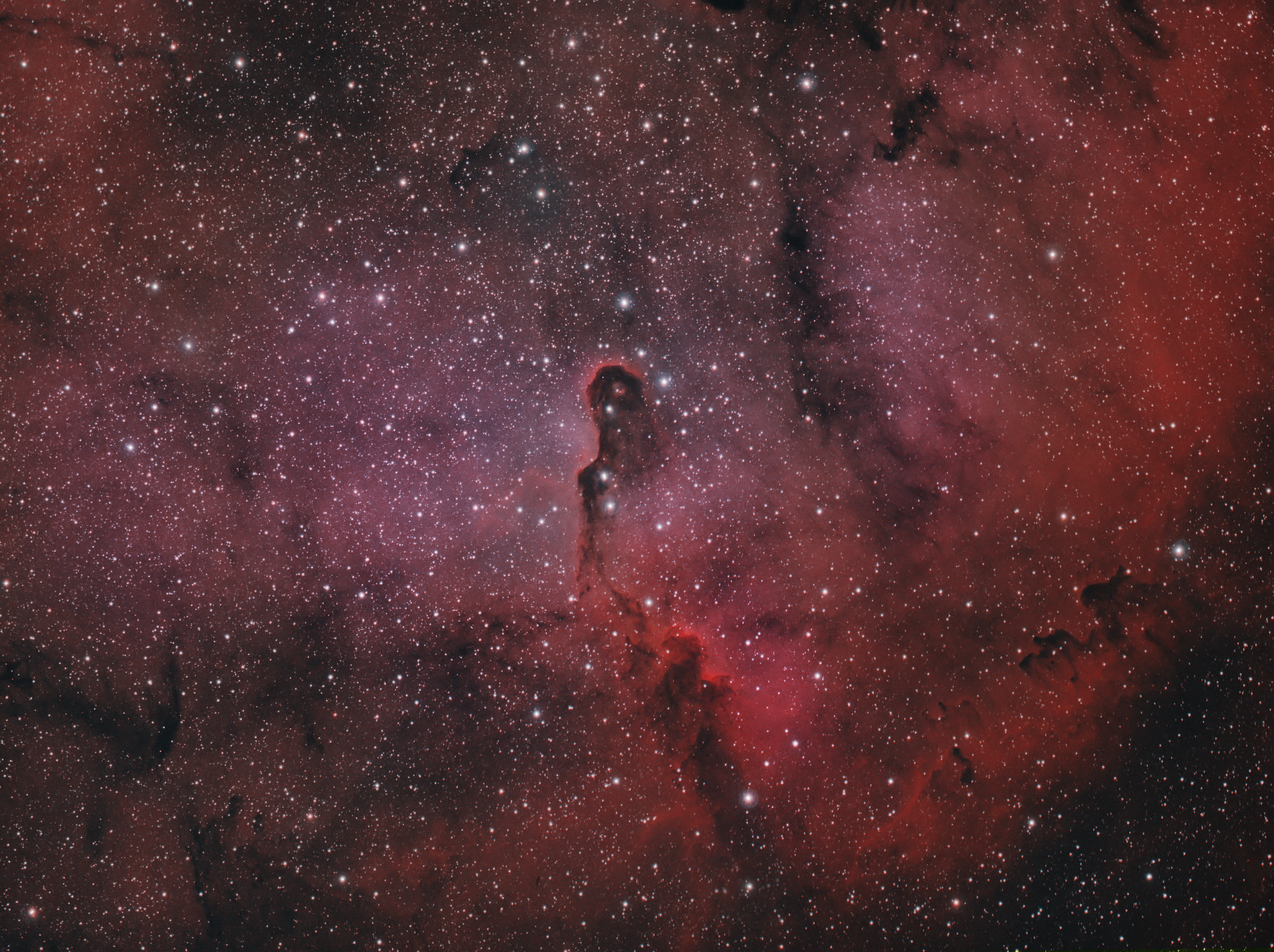
Captured in hydrogen alpha and oxygen
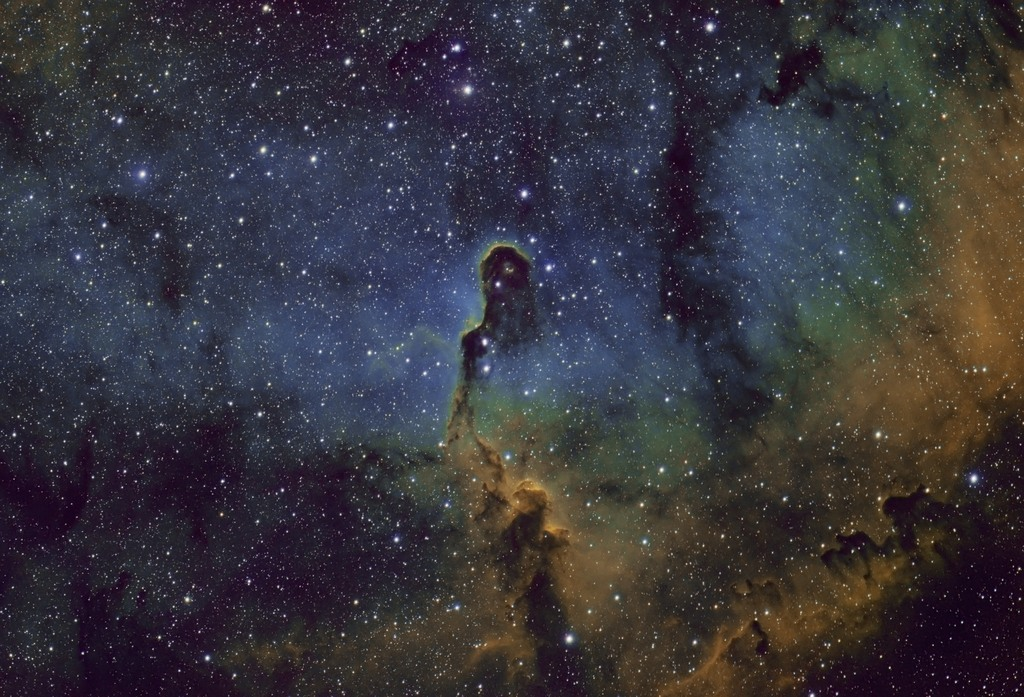
Ha+OIII+SII Hubble palette modified
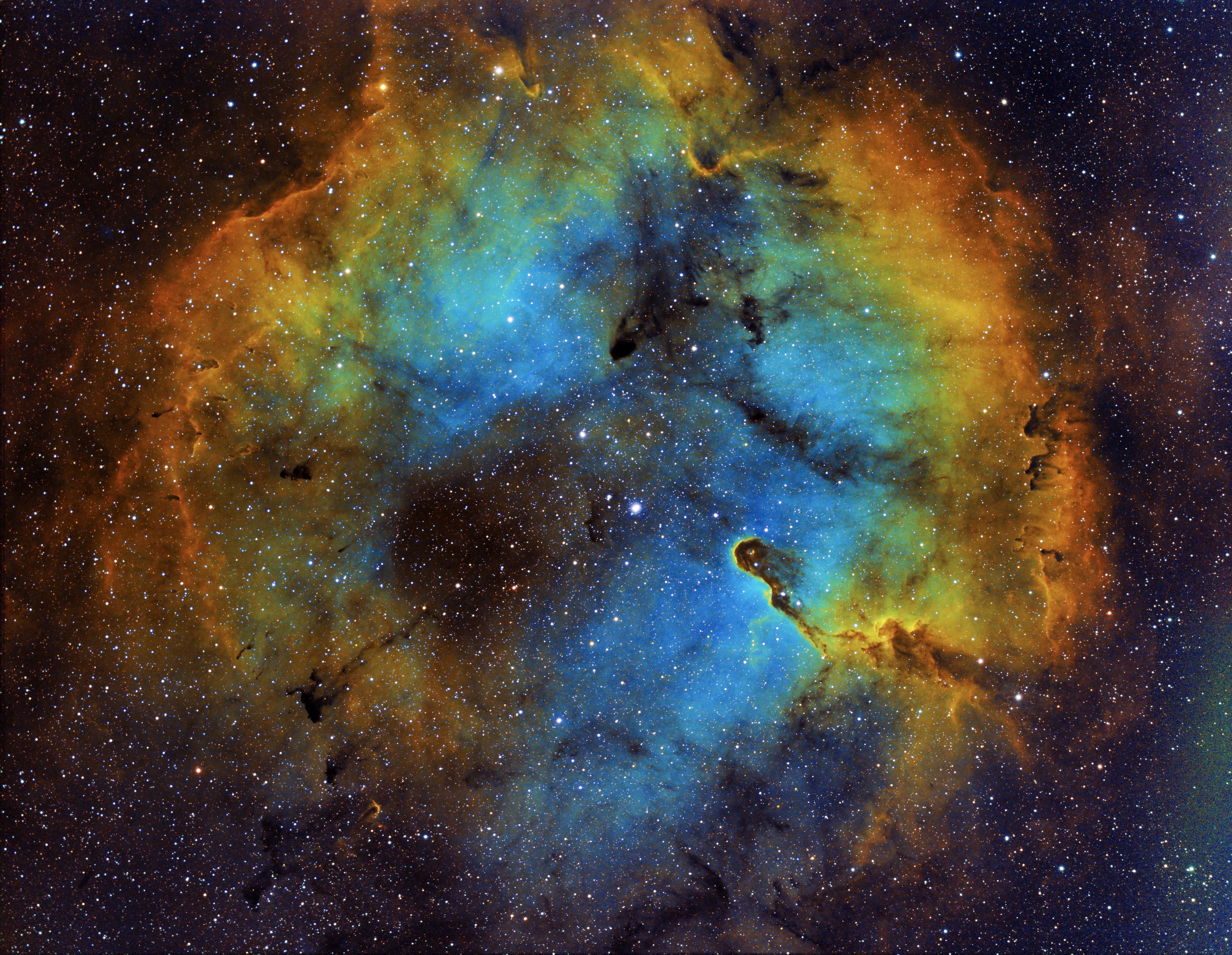
Widefield view of the IC1396 nebula in SHO Hubble palette
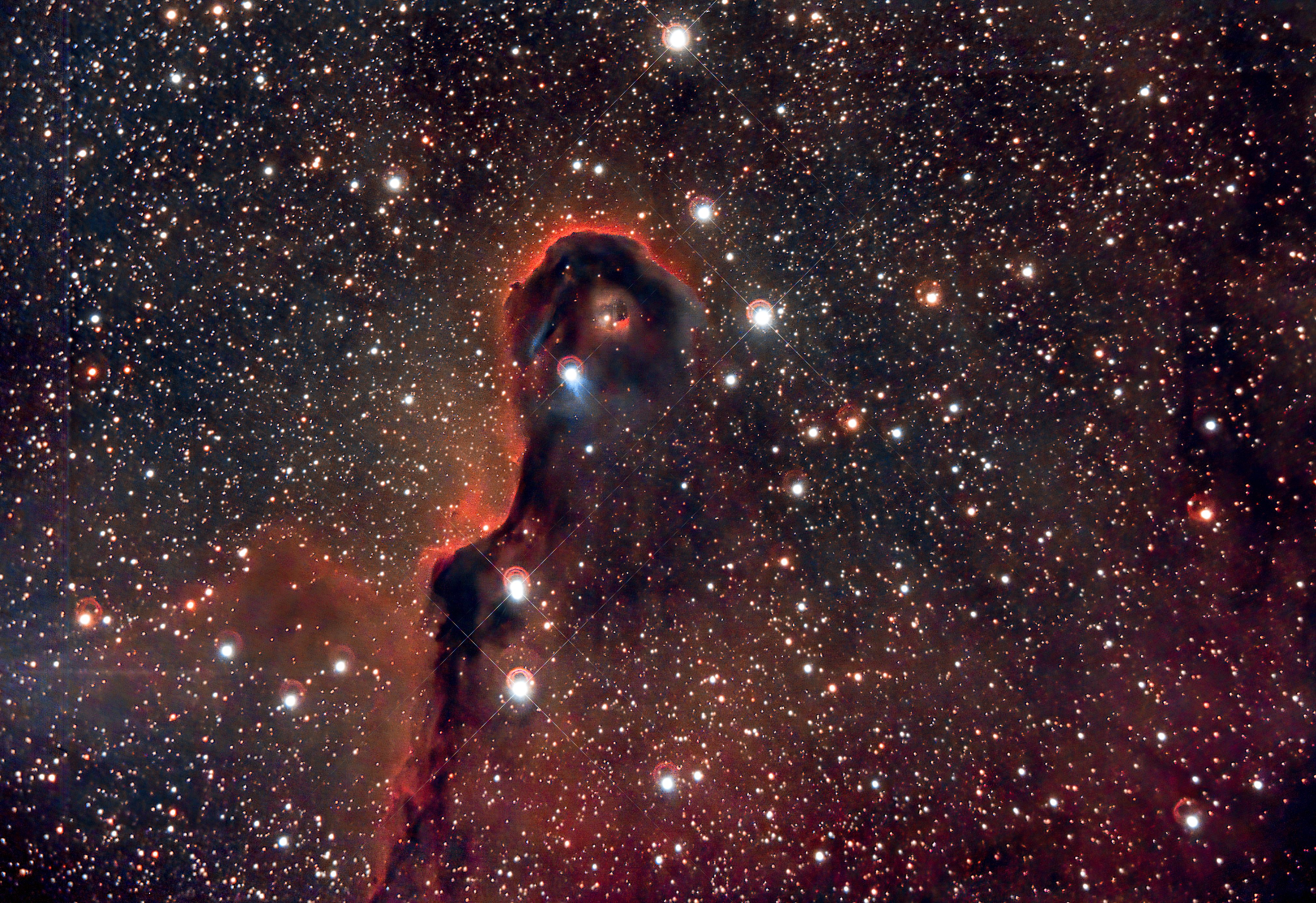
星雲の拡大写真
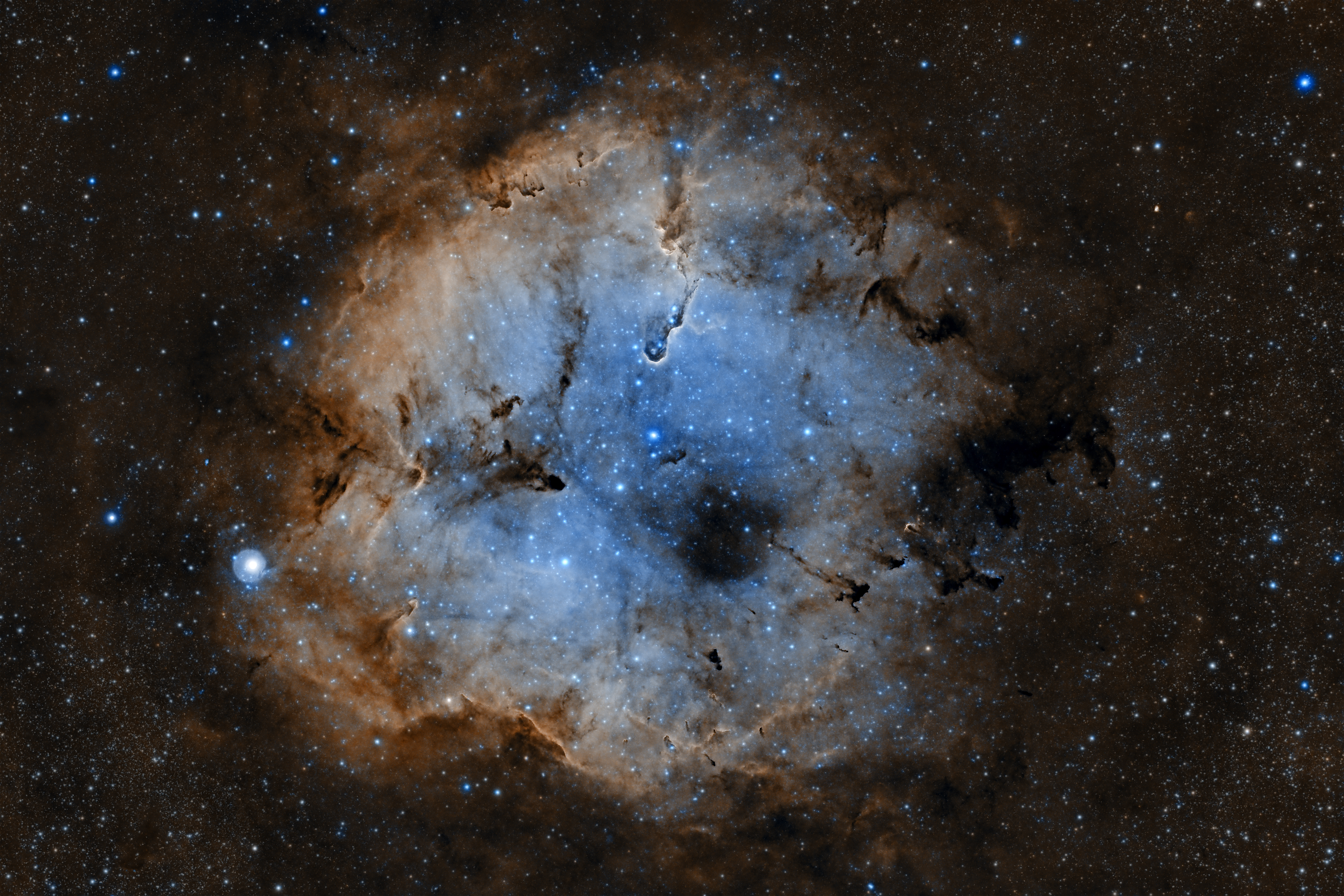